# Vụ đánh bom Afgooye 2020
Vào ngày 18 tháng 1 năm 2020, một vụ đánh bom bằng một quả bom đặt trong xe hơi đã giết chết bốn người và làm bị thương ít nhất 20 người khác ở Afgooye cách thủ đô Mogadishu của Somalia khoảng 30 kilômét (19 mi). Hầu hết các thương vong là các sĩ quan cảnh sát bảo vệ các nhà thầu Thổ Nhĩ Kỳ đang tiến hành xây dựng một con đường. Nhóm cực đoan này là al-Shabaab liên kết al-Qaida, họ đã nhận trách nhiệm về vụ tấn công.

## Bối cảnh
Al-Shabaab khởi đầu với tư cách là một cánh vũ trang của Liên minh Tòa án Hồi giáo (ICU), sau đó đã chia thành nhiều tổ chức nhỏ hơn sau thất bại vào năm 2006 của Chính phủ liên bang chuyển tiếp, Cộng hòa Somalia (TFG) và các đồng minh quân sự của TFG.
Nhóm này thường thực hiện các cuộc tấn công ở Somalia, đặc biệt là khu vực nội ô và xung quanh Mogadishu. Họ thỉnh thoảng tấn công các quốc gia châu Phi khác hỗ trợ Somalia, đặc biệt là nước láng giềng Kenya. Al-Shabaab thực hiện các cuộc tấn công để cố gắng làm suy yếu chính quyền trung ương của Somalia, vốn được hậu thuẫn bởi quân đội gìn giữ hòa bình của Liên Hợp Quốc và Liên minh châu Phi, (AMISOM). Vào ngày 14 tháng 10 năm 2017, cuộc tấn công tồi tệ nhất của tổ chức này đã giết chết hơn 500 người với hai vụ nổ bom nhắm vào thành phố thủ đô Mogadishu của Somalia.

## Can thiệp của Thổ Nhĩ Kỳ vào Somali
Thổ Nhĩ Kỳ là một nhà tài trợ lớn về viện trợ nhân đạo và tái thiết cho Somalia. Nước này duy trì một đại sứ quán ở Mogadishu, thủ đô của Somalia, cho đến khi cuộc Nội chiến Somalia bùng nổ vào năm 1991. Trong nạn đói năm 2011, Thổ Nhĩ Kỳ đã đóng góp hơn 201 triệu đô la cho các nỗ lực cứu trợ nhân đạo ở các vùng bị ảnh hưởng của Somalia. Thổ Nhĩ Kỳ hỗ trợ xây dựng một số bệnh viện, đồng thời giúp cải tạo và phục hồi Sân bay quốc tế Aden Adde và tòa nhà Quốc hội, cùng nhiều đóng góp khác.

## Tấn công
Các chiến binh Al-Shabaab đã kích nổ một quả bom xe gần Afgooye, nằm ở Lower Shabelle và cách Mogadishu khoảng 30 kilômét (19 mi). Một chỉ huy Cảnh sát Somalia cho biết mục tiêu dự định là các công nhân xây dựng Thổ Nhĩ Kỳ. Kẻ đánh bom tự sát đã lái xe và lao vào một khu vực là nơi các kỹ sư và cảnh sát đang ăn trưa. Các nhân chứng địa phương đã mô tả một "vụ nổ lớn" và "những đám mây khói". Cảnh sát đã tăng cường an ninh đến hiện trường. Sau vụ tấn công, al-Shabab đã đưa ra một tuyên bố "Chúng tôi đứng sau vụ giết hại bằng đánh bom xe tự sát ở Afgoye".

## Phản ứng
Bộ trưởng Bộ Quốc phòng Thổ Nhĩ Kỳ đã viết trên Twitter: "Chúng tôi nguyền rủa và lên án một cách mạnh mẽ nhất việc tấn công khủng bố đánh bom nhắm vào thường dân vô tội ở Somalia".